# Nature Valley International 2019
Die Nature Valley International 2019 waren ein WTA-Tennisturnier der WTA Tour 2019 für Damen und ein ATP-Tennisturnier der ATP Tour 2019 für Herren in Eastbourne und fanden zeitgleich vom 24. bis 30. Juni 2019 statt.

## Herrenturnier
→ Qualifikation: Nature Valley International 2019/Herren/Qualifikation

## Damenturnier
→ Qualifikation: Nature Valley International 2019/Damen/Qualifikation